# Jungle Hunt
Jungle Hunt ist ein Arcade- und Computerspiel, das 1982 zuerst als Jungle King von Taito entwickelt wurde. Es war das erste horizontal scrollende Action-Spiel mit Jump-’n-’run- und Kampfanteilen, das zudem nach links scrollte.

## Spielbeschreibung
Der Spieler steuert einen Dschungel-Helden, der ein Mädchen aus den Händen von Kannibalen befreien muss. Es gibt vier Level.
Level 1
Der Spieler muss sich nach links an schwingenden Seilen entlanghangeln. Die Sprungweite ist begrenzt; er muss abwarten und aufpassen, nicht daneben zu springen. Zusätzlich schaukeln an einigen Seilen Affen, die bei Berührung den Spieler abstürzen lassen.
Level 2
Hier muss der Spieler durch einen Fluss schwimmen. Krokodilen kann er ausweichen oder mit einem Messer töten. Die Tauchtiefe kann variiert werden, bei längerer Tauchdauer muss er auftauchen. Zudem gibt es Luftblasen, die ihn abtreiben lassen.
Level 3
Kleine und große Felsbrocken fallen von einem Hügel. Der Held muss nach links laufen und entweder springen oder sich ducken.
Level 4
Das zu befreiende Mädchen hängt am linken Bildschirmrand über einem Kochtopf. Der Spieler startet rechts und muss zu ihr springen. Dazwischen befinden sich die Kannibalen, die versuchen, den Helden mit Speeren zu treffen, die sie vertikal nach oben bewegen. Den richtigen Zeitpunkt zu finden, ist recht schwierig. Bei Erfolg fängt das Spiel mit erhöhtem Schwierigkeitsgrad wieder von vorne an.

## Unterschiede zu Jungle King
Die Spielfigur bei Jungle King ähnelt Tarzan. Zu Beginn des Spiels gab es zudem einen Tarzan-Schrei. Bei Jungle Hunt trägt die Spielfigur einen Tropenhelm und eine Jacke. Außerdem gibt es Seile statt Lianen.
Wegen einer Klage von Universal wurden die kritischen Punkte schnell verändert und das Spiel unter einem anderen Namen neu herausgebracht.

## Trivia
- Im Film WarGames – Kriegsspiele kann man dieses Arcade-Spiel sehen.
- 1983 erschien ein gleichnamiges Brettspiel von Milton Bradley (MB).

## Portierungen
- Pirate Pete (Arcade, Nachfolger der beiden Spiele)
- PC (1983, 2005)
- Apple II
- Atari 2600 (1982)
- Atari 5200 (1983)
- Atari 400 / 800 / XL XE (1982)
- Commodore 64 (1983)
- VC 20 (1984)
- ColecoVision
- PlayStation 2 (2005, auf Taito Legends)
- Xbox (2005, auf Taito Legends)